# Русалонька: Дитинство Аріель
«Русалонька: Дитинство Аріель» (англ. The Little Mermaid: Ariel's Beginning) — повнометражний мультфільм (The Walt Disney Company), що вийшов 2008 року у Direct — to — video відразу на DVD.

## Сюжет
Мультфільм є передісторією мультфільму 1989 року «Русалонька». Режисером картини була Пеггі Голмс. Події в мультфільмі розвиваються до подій оригінального мультфільму і розповідають про часи, коли була заборонена музика в Царстві Атлантика царем Тритоном через смерть його дружини, королеви Афіни, а маленька Аріель намагається оскаржити цей закон.

## Ролі озвучували
| Актор                | Роль            | Український дубляж                   |
| -------------------- | --------------- | ------------------------------------ |
| Джоді Бенсон         | Аріель          | Ліза Курбанмагомедова                |
| Семюел Е. Райт       | Себастьян       | Ігор Тимошенко                       |
| Джим Каммінґс        | Тритон          | Юрій Висоцький                       |
| Саллі Філд           | Марина Дель Рей | Тетяна Зіновенко                     |
| Тара Стронґ          | Аделла, Андріна | Вікторія Хмельницька, Катерина Качан |
| Дженніфер Гейл       | Алана           | Анна Соболєва                        |
| Ґрей ДеЛайл          | Аквата, Аріста  | Олена Борозенець                     |
| Карі Волґрен         | Аттіна          | Вікторія Москаленко                  |
| Джеф Беннетт         | Бенджамін       | Володимир Ніколаєнко                 |
| Паркер Ґоріс         | Флаундер        | Олександр Ененберг                   |
| Лорелей Гілл Баттерс | королева Атена  |                                      |

### Інформація про дубляж
Дубльовано студією «LeDoyen» на замовлення «Disney Character Voices International».
- Переклад Романа Кисельова
- Режисер дубляжу — Костянтин Лінартович
- Музичний керівник — Тетяна Піроженко
- Звукорежисери — Микита Будаш та Михайло Угрин
- Координатор дубляжу — Мирослава Сидорук
- Диктор — Михайло Войчук

## Український дубляж
- Ліза Курбанмагомедова — Аріель
- Юрій Висоцький — Тритон
- Ігор Тимошенко — Себастьян
- Олександр Ененберг — Флаундер
- Тетяна Зіновенко — Марина дель Риф
- Володимир Ніколаєнко — Бенжамін

### Інформація про український дубляж
Фільм дубльовано студією «Le Doyen» на замовлення компанії «Disney Character Voices International» у 2017 році.
- Перекладач тексту та пісень — Роман Кисельов
- Режисер дубляжу — Констянтин Лінартович
- Музичний керівник — Тетяна Піроженко
- Звукорежисери — Микита Будаш, Михайло Угрин
- Координатор дубляжу — Мирослава Сидорук
- Диктор — Михайло Войчук